# Neptis nata
Neptis nata är en fjärilsart som beskrevs av Moore 1857. Neptis nata ingår i släktet Neptis och familjen praktfjärilar. Inga underarter finns listade i Catalogue of Life.

## Bildgalleri

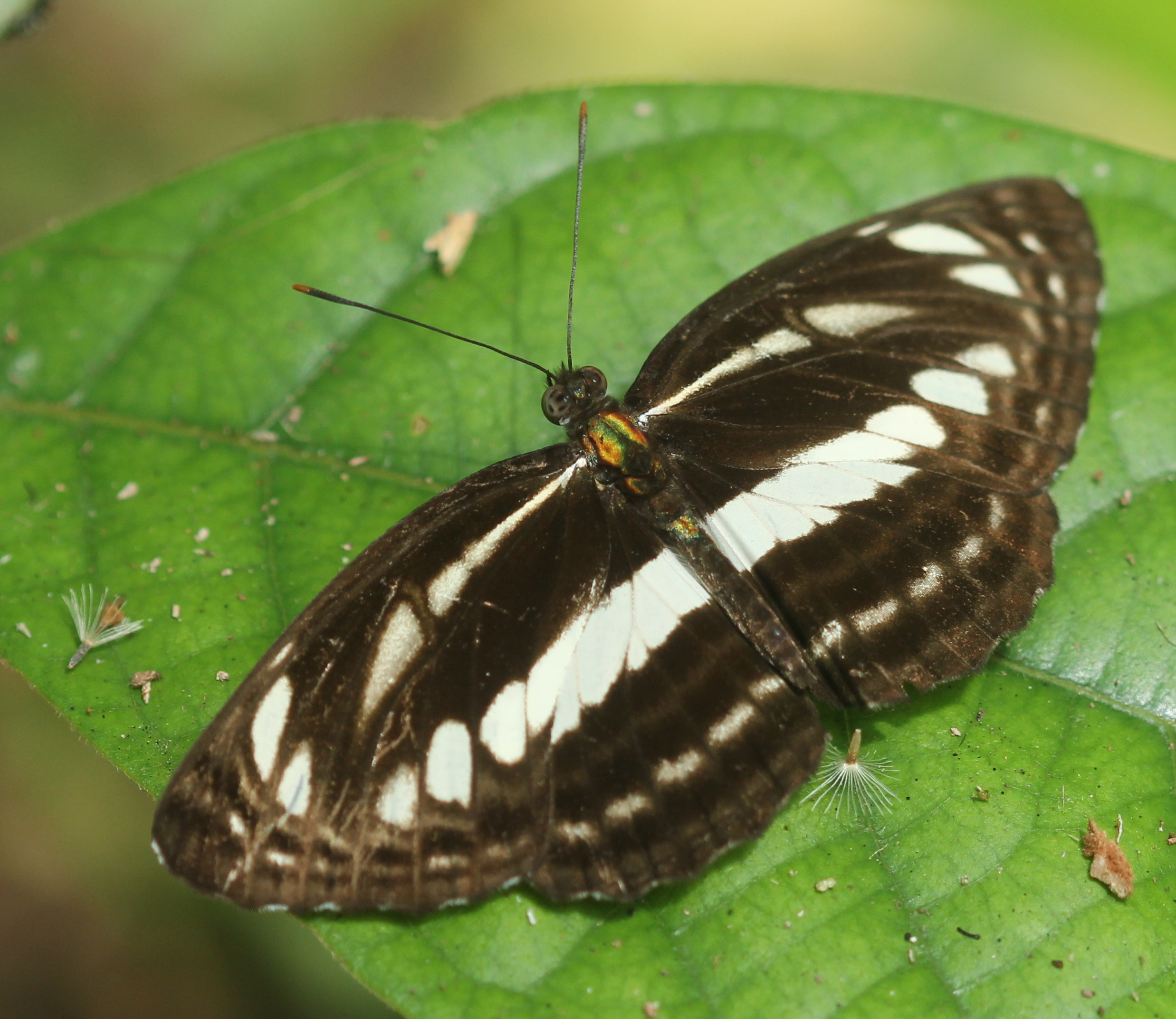
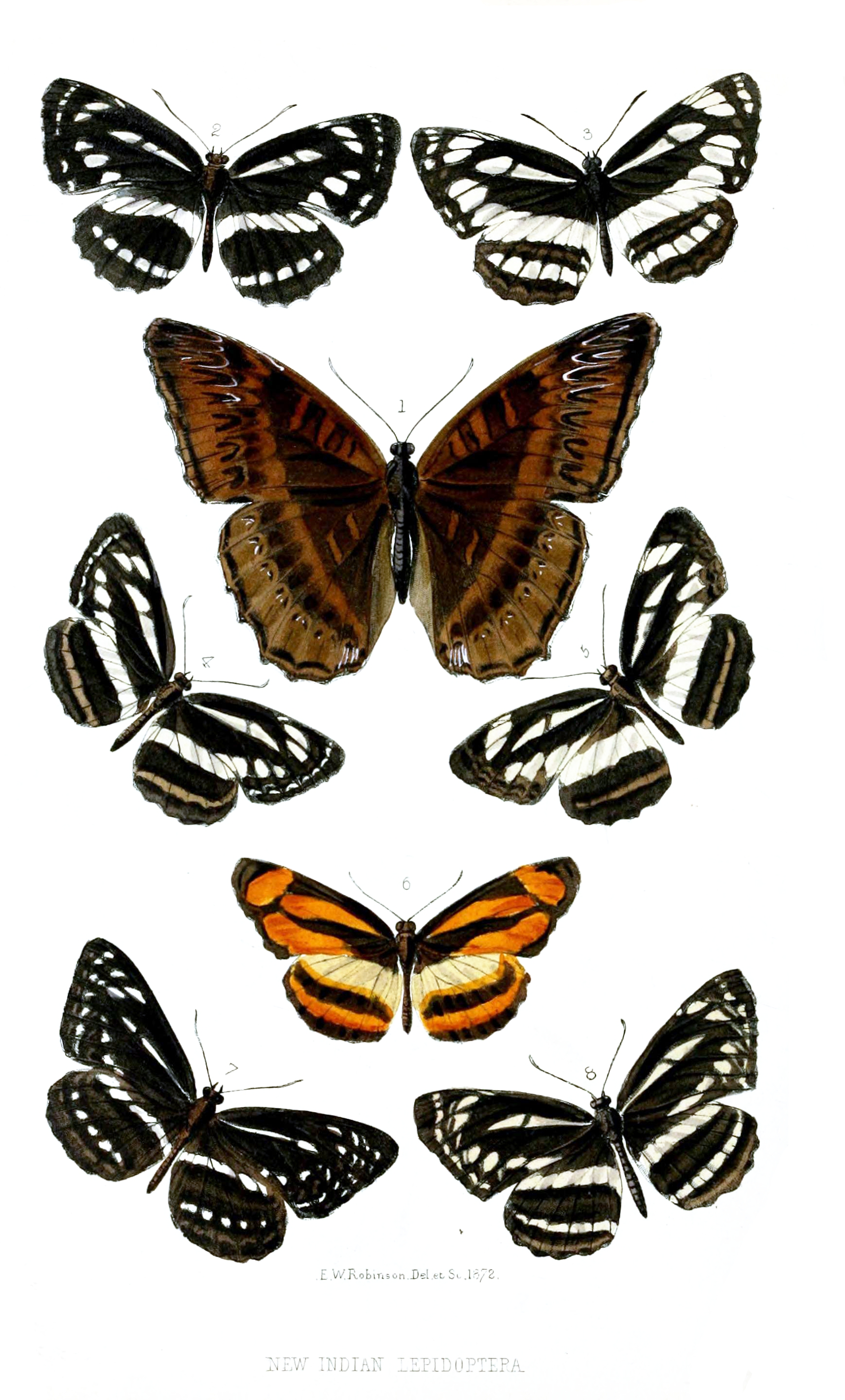
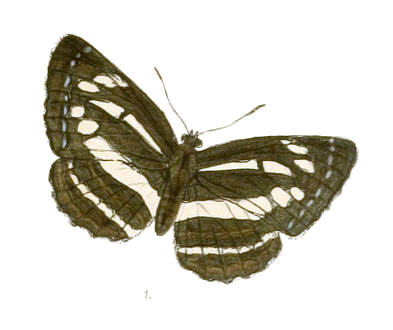
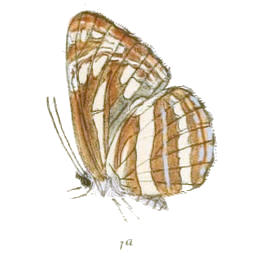
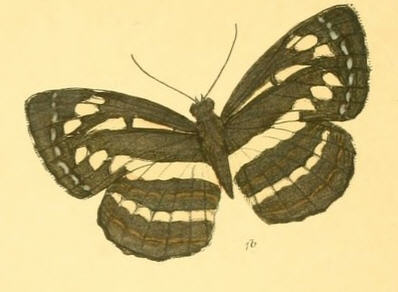
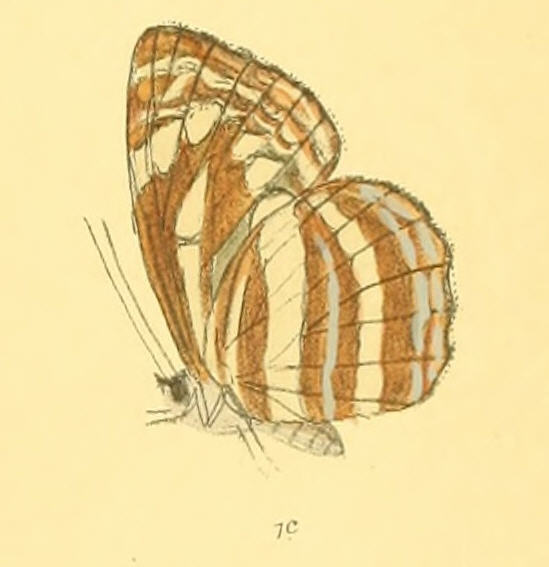